# Ekaterina Vassilieva
Pour les articles homonymes, voir Ekaterina Vasilieva.
Ekaterina Sergueïevna Vassilieva (en russe : Екатери́на Серге́евна Васи́льева), née à Moscou en URSS le 15 août 1945 , est une actrice de théâtre et cinéma russe.

## Biographie
Le père de la comédienne, Sergueï Vassiliev (1911-1975), est un poète et parolier et sa mère, Olympiada Makarenko, est la nièce de l'illustre pédagogue russe Anton Makarenko.   
Ekaterina Vassilieva fait ses études à l'Institut national de la cinématographie. Diplômée en 1962, elle devient actrice du Théâtre dramatique Maria Iermolova, puis, en 1970 du Théâtre Sovremennik, qu'elle quitte en 1973, pour le Théâtre d'art de Moscou. Sa carrière cinématographique commence alors qu'elle est encore étudiante et compte en tout plus d'une centaine de films.
En 1993, Vassilieva abandonne la scène et le cinéma et devient bonne sœur au couvent du monastère de Tolga. Elle reprend son travail de comédienne en 1996.

### Vie privée
Ekaterina Vassilieva était mariée avec le réalisateur Sergueï Soloviov, puis, avec le dramaturge Mikhaïl Rochtchine dont elle a un fils, Dmitri Rochtchine, né en 1973.
Vassilieva est la marraine de l'acteur Vladislav Galkine[réf. nécessaire].
Son grand-oncle est le célèbre pédagogue soviétique ukrainien Anton Makarenko.

## Filmographie partielle

### Au cinéma
- 1965 : Dans la rue de demain (ru) de Fiodor Filippov
- 1965 : Ouvrez, on sonne de Alexander Mitta
- 1967 : La Guerre sous les toits (ru) de Viktor Tourov
- 1967 : Le Journaliste de Sergueï Guerassimov
- 1967 : Sauvez celui qui se noie (ru) de Pavel Arsenov
- 1968 : Aimer (Любить...) de Mikhaïl Kalik et Inna Toumanian : amie d'Igor
- 1968 : Le Soldat et la Tsarine (ru) de Viktor Titov
- 1969 : Un amour de Tchekhov de Sergueï Ioutkevitch
- 1969 : Adam et Kheva (ru) d'Alexeï Korenev
- 1969 : Le Bonheur familial de Sergueï Soloviov
- 1970 : Ici Taïmyr (ru) d'Alexeï Korenev
- 1970 : Le Retour de saint Luc d'Anatoli Bobrovski

- 1971 : Egor Boulytchev et les autres (ru) de Sergueï Soloviov
- 1971 : Mois d'août (ru) de Vadim Mikhaïlov
- 1974 : Le pivert n'a pas mal à la tête de Dinara Assanova
- 1974 : Le Chapeau de paille de Leonid Kvinikhidze
- 1975 : Des diamants pour la dictature du prolétariat (Бриллианты для диктатуры пролетариата) de Grigori Kromanov : Anna Viktorovna
- 1976 : Vingt jours sans guerre d'Alexeï Guerman
- 1976 : Vie et mort de Ferdinand Luce (ru) d'Anatoli Bobrovski
- 1976 : La Clé pour un usage personnel de Dinara Assanova
- 1977 : Vingt jours sans guerre (Двадцать дней без войны) d'Alexeï Guerman : Roubtsova
- 1978 : Un miracle ordinaire de Mark Zakharov
- 1979 : Air Crew d'Alexander Mitta
- 1979 : Ma femme est partie de Dinara Assanova : Sonia
- 1983 : Les Garnements de Dinara Assanova
- 1984 : Cadeau automnal des fées (ru) de Vladimir Bytchkov
- 1984 : La Préférence des vendredis (ru) d'Igor Chechoukov
- 1986 : L'Année du veau (ru) de Vladimir Popkov
- 1986 : Mon détective tendrement aimé (ru) d'Alexeï Simonov
- 1991 : Trace de pluie (ru) de Vladimir Nakhabtsev
- 1998 : Qui, sinon nous (Кто, если не мы, Kto, esli ne my) de Valeri Priomykhov : parent d'élève
- 2000 : Viens me voir (Приходи на меня посмотреть) de Mikhail Agranovitch et Oleg Yankovski : Sofia Ivanovna
- 2006 : La Recette du bonheur (uk) de Dmitri Brousnikine
- 2007 : Le Père (ru) d'Ivan Soloviov
- 2009 : Anna Karénine de Sergueï Soloviov
- 2010 : Le Dernier jeu aux poupées (ru) de Gueorgui Negachev
- 2012 : Ivan atomique (ru) de Vassili Barkhatov
- 2012 : Les Mamans (Мамы) de huit réalisateurs : La mère de Kolia

### À la télévision
- 1965-1980 : La Buvette "Treize chaises" (ru)
- 1972 : Boumbarach de Nikolaï Racheïev
- 1974 : Un chapeau de paille (Соломенная шляпка) de Leonid Kvinikhidze : Anaïs Beauperthuis
- 1973 : Cette joyeuse planète (ru) de Youri Saakov
- 1981 : Les Aventures de Tom Sawyer et Huckleberry Finn de Stanislav Govoroukhine : Tante Polly
- 1982 : Les Magiciens (ru) de Constantin Bromberg
- 1984 : Roux, honnête, amoureux (ru) de Leonid Netchaïev
- 1989 : La Visite de la dame (ru) de Mikhaïl Kozakov
- 1996 : La Reine Margot (Королева Марго, Koroleva Margo) d'Alexandre Mouratov (ru) : Catherine de Médicis
- 2000 : Prikhodi na menia posmotret (Viens me voir) d'Oleg Yankovski

- 2013 : Anna German : le secret de l'aigle blanc

## Prix
- 1994 : Prix de la meilleure interprétation féminine aux Turandot de cristal pour le rôle de Clytemnestre dans l'adaptation d'Orestie de Peter Stein au Théâtre académique central de l'Armée russe à Moscou.
- 2001 : Prix de la meilleure interprétation féminine aux XIIe Festival Sozvezdie (Созвездие) pour le rôle de Sophia Ivanovna dans le film d'Oleg Yankovski Prikhodi na menia posmotret (Viens me voir)
- 2009 : Meilleure actrice de l'année au IIIe Festival international du film Russkoe Zarubezhie (ru) à Moscou.

## Distinctions
- 1981 : artiste émérite de la république socialiste fédérative soviétique de Russie
- 1986 : artiste du peuple de la république socialiste fédérative soviétique de Russie
- 2010 : ordre de l'Honneur[2]